# Sorex alaskanus
Sorex alaskanus är en däggdjursart som beskrevs av Clinton Hart Merriam 1900. Sorex alaskanus ingår i släktet Sorex, och familjen näbbmöss. IUCN kategoriserar arten globalt som otillräckligt studerad. Inga underarter finns listade i Catalogue of Life.
Denna näbbmus är bara känd från ett mindre område i Alaska, USA. Arten lever nära vattendrag och fångar sina byten i vattnet.